# Fitiż
Fitiż (ros. Фитиж) – wieś (ros. село, trb. sieło) w zachodniej Rosji, w sielsowiecie sielekcyonnym rejonu lgowskiego w obwodzie kurskim.

## Geografia
Miejscowość położona jest nad Rieczicą (lewy dopływ Sejmu) i jeziorem Fitiż, 5 km od centrum administracyjnego sielsowietu (Sielekcyonnyj), 8 km na północny zachód od centrum administracyjnego rejonu (Lgow), 72 km na zachód od Kurska, 4,5 km od drogi regionalnego znaczenia 38K-017 (Kursk – Lgow – Rylsk – granica z Ukrainą) – część trasy europejskiej E38.
We wsi znajdują się ulice: Maksima Gorkogo, Koczerieżki, Kosołapowka, Lebiediewka, Mołodiożnaja, Nowosiołowka, Okolica, Osieriedok, Sowietskaja, Wygon (529 posesji).
Klimat
Miejscowość, jak i cały rejon, znajduje się w strefie klimatu kontynentalnego z łagodnym ciepłym latem i równomiernie rozłożonymi opadami rocznymi (Dfb w klasyfikacji klimatów Köppena).

## Demografia
W 2010 r. wieś zamieszkiwało 457 osób.